# George Charles Hawker

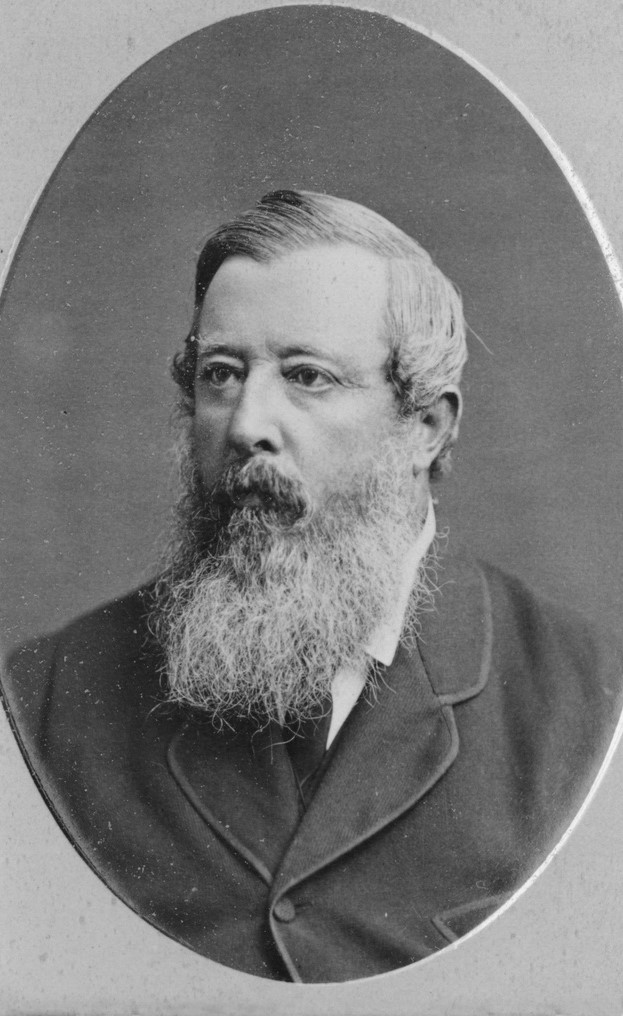
George Charles Hawker (1880)

Sir George Charles Hawker (* 21. September 1818 in London; † 21. Mai 1895 in Medindie, South Australia) war ein australischer Politiker, der unter anderem von 1858 bis 1865, zwischen 1875 und 1883 sowie von 1884 bis 1895 Mitglied sowie zwischen 1860 und 1865 Sprecher des South Australian House of Assembly war.

## Leben

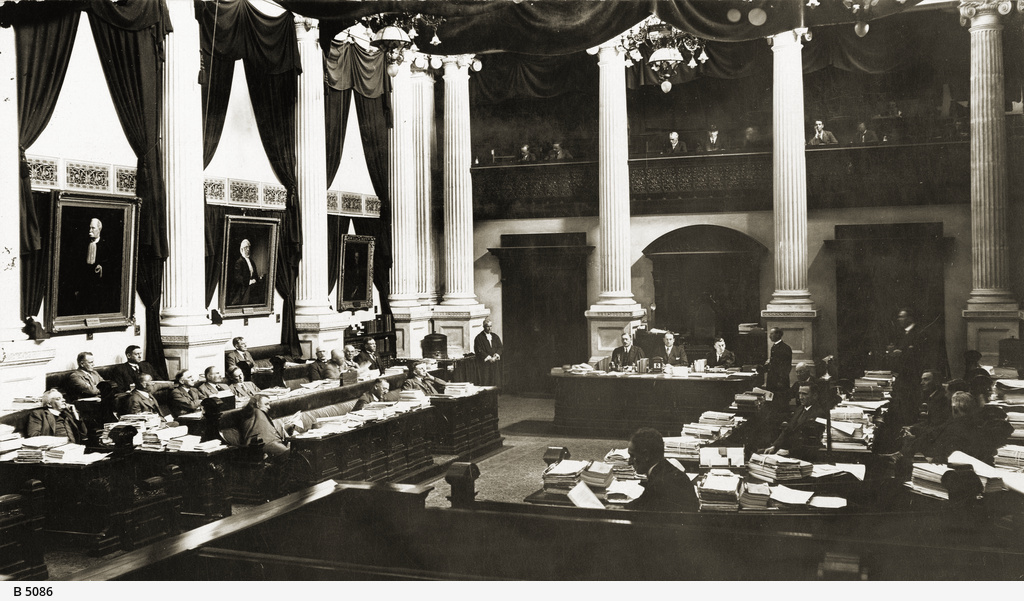
Der Sitzungssaal des South Australian House of Assembly, dessen Mitglied und Sprecher Hawker war.

George Charles Hawker kam als zweiter Sohn von Admiral Edward Hawker (1782–1860) und dessen erster Ehefrau Joanna Naomi Poore zur Welt. Nach dem Schulbesuch begann er 1836 ein Studium am Trinity College der University of Cambridge, welches er 1841 mit einem Bachelor of Arts (BA) beendete. Er wanderte daraufhin mit seinen Brüdern Charles Hawker und James Collins Hawker (1821–1901) nach South Australia aus, wo sie eine Schafzuchtfarm in Clare Valley nördlich von Adelaide gründeten, aus der später die Ortschaft Bungaree wurde. 1854 erwarb er zudem einen Master of Arts (MA) am Trinity College der University of Cambridge.
Nach dem Mandatsverzicht von Robert Leake am 8. Dezember 1857 wurde Hawker bei der dadurch notwendigen Nachwahl (By-election) am 5. Januar 1858 im Wahlkreis Victoria erstmals zum Mitglied der South Australian House of Assembly gewählt, des Unterhauses des Parlaments von South Australia, wobei dieser Wahlkreis im Zuge einer Neustrukturierung zur Wahl vom 10. bis zum 28. November 1862 zu einem Zwei-Personen-Wahlkreis wurde. Er vertrat diesen Wahlkreis bis zu seiner Niederlage gegen Adam Lindsay Gordon bei der Wahl am 28. Februar 1865.
Am 27. April 1865 wurde Hawker als Nachfolger von George Strickland Kingston als Speaker zum ersten Sprecher des House of Assembly gewählt. Er bekleidete das Amt des Parlamentspräsidenten bis zu seinem Ausscheiden aus der Legislativversammlung am 28. Februar 1865, woraufhin George Strickland Kingston am 31. März 1865 zum zweiten Mal zum Sprecher gewählt wurde. Nachdem er mit seiner Familie zwischen 1865 und 1874 in Heidelberg gelebt hatte, wurde er bei der Wahl am 22. Februar 1875 im Zwei-Personen-Wahlkreis Victoria abermals zum Mitglied des House of Assembly gewählt und konnte sich bei dieser Wahl gegen den amtierenden Wahlkreisinhaber Park Laurie durchsetzen. Er vertrat diesen Wahlkreis bis zu seinem Mandatsverzicht am 11. Mai 1883, woraufhin William Whinham bei der dadurch notwendigen Nachwahl am 15. Juni 1883 dieses Mandat gewann.
Am 25. Mai 1875 wurde George Charles Hawker in die dritte Regierung von Premier Arthur Blyth berufen und bekleidete in dieser knapp eine Woche lang bis zum 3. Juni 1875 das Amt als Schatzminister (Treasurer). In der zweiten Regierung von Premier James Boucaut fungierte er zwischen dem 25. März und dem 6. Juni 1876 als Chief Secretary und damit als Chefsekretär der Regierung. In der dritten Regierung von Premier Boucaut war er vom 26. Oktober 1877 bis zum 27. September 1878 Minister für öffentliche Arbeiten (Commissioner of Public Works) und bekleidete das Amt als Minister für öffentliche Arbeiten zwischen dem 27. September 1878 und dem 24. Juni 1881 auch in der darauf folgenden Regierung von Premier William Morgan. Am 16. November 1882 wurde ihm der Höflichkeitstitel The Honourable verliehen.

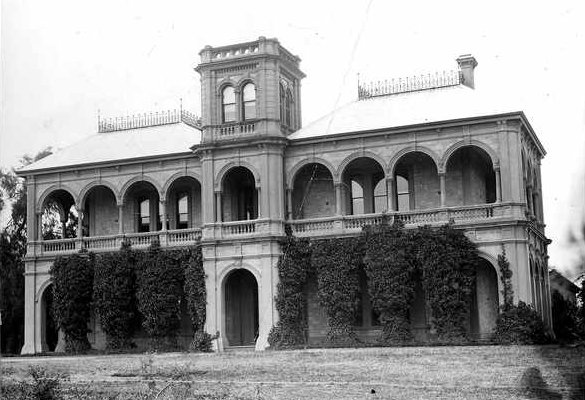
„The Briars“, der Wohnsitz der Familie Hawker in Medindie.

Bei der Wahl am 8. April 1884 wurde Hawker im neu geschaffenen Zwei-Personen-Wahlkreis North Adelaide wieder zum Mitglied der Legislativversammlung gewählt und gehörte dieser bis zu seinem Tode am 21. Mai 1895 an. Bei der daraufhin notwendigen Nachwahl am 8. Juni 1895 wurde Patrick „Paddy“ Glynn von der National Defence League (NDL) zum neuen Abgeordneten für diesen Wahlkreis gewählt.
Aus seiner am 16. Dezember 1845 geschlossenen Ehe mit Bessie Seymour gingen fünfzehn Kindern hervor, wovon sechs Söhne und sechs Töchter überlebten. Hawker starb am 21. Mai 1895 in seinem Haus The Briars, Medindie, und wurde auf dem Friedhof North Road beigesetzt. Vor seinem Tod war ihm mitgeteilt worden, dass er anlässlich seines Geburtstages in den Ritterstand erhoben werden würde. Der Antrag seiner Witwe auf eine posthume Auszeichnung wurde im September 1895 von Königin Victoria genehmigt. Am 30. November 1895 wurde er daraufhin posthum als Knight Bachelor (Kt) nobilitiert, wodurch er das Prädikat „Sir“ führte. Sein ältester Sohn Edward William Hawker (1850–1940) war zwischen 1884 und 1889 sowie erneut von 1893 bis 1896 ebenfalls Mitglied des House of Assembly. Zu seinen Enkeln gehörte Lanoe Hawker (1890–1916), der als Militärpilot während des Ersten Weltkrieges unter anderem mit dem Victoria-Kreuz ausgezeichnet wurde. Sein Enkel George Stanley Hawker (1894–1979) war zwischen 1947 und 1956 ebenfalls Mitglied der Legislativversammlung, während sein Enkel Charles Hawker (1894–1938) zwischen 1929 und 1938 Mitglied des Australischen Repräsentantenhauses und 1932 Bundesminister in der Regierung Lyons I war.

## Hintergrundliteratur
- J. C. Hawker: Early Experiences in South Australia. Adelaide 1889
- W. Hawker: Reminiscences of George Charles Hawker. Adelaide
- Parliament of South Australia: Statistical Record of the Legislature 1836–2007 (Memento vom 11. März 2019 im Internet Archive)
- Gordon Desmond Combe: Responsible Government in South Australia. Band 1, Wakefield Press, 2009, ISBN 978-1-86254-843-5 (Onlineversion (Auszug))